# Morogoro (regio)
Morogoro is een centraal gelegen regio van Tanzania. Met een oppervlakte van bijna
71.000 vierkante kilometer is het de op een na grootste van de 31 regio's van Tanzania. De regio
had in 2012 ruim 2,2 miljoen inwoners. De regionale hoofdstad is het gelijknamige
Morogoro.

## Grenzen
De regio Morogoro wordt geheel omgeven door acht andere regio's van Tanzania:
- Manyara in het uiterste noordwesten.
- Tanga in het noorden.
- Pwani in het oosten.
- Lindi in het zuidoosten.
- Ruvuma in het zuiden.
- Iringa in het zuidelijke westen.
- Njombe in het uiterste zuidwesten.
- Dodoma in het noordelijke westen.

## Districten
De regio is onderverdeeld in zeven districten:
- Gairo
- Kilombero
- Kilosa
- Landelijk Morogoro

- Morogoro Stad
- Mvomero
- Ulanga